# Cotylometra
Cotylometra is een geslacht van haarsterren uit de familie Colobometridae.

## Soort
- Cotylometra gracilicirra (A.H. Clark, 1908)